# 多讷维尔
多讷维尔（法語：Donneville，法語發音：[dɔnvil]）是法国上加龙省的一个市镇，属于图卢兹区。

## 地理
多讷维尔（43°28'22"N, 1°32'56"E）面积2.67 平方千米，位于法国奧克西塔尼大區上加龙省，该省份为法国西南部内陆省份，西南端与西班牙接壤，自此顺时针与上比利牛斯省、热尔省、塔恩-加龙省、塔恩省、奥德省和阿列日省接壤。
与多讷维尔接壤的市镇（或旧市镇、城区）包括：代姆、蒙布兰洛拉盖、蒙日斯卡尔、蒙洛尔。

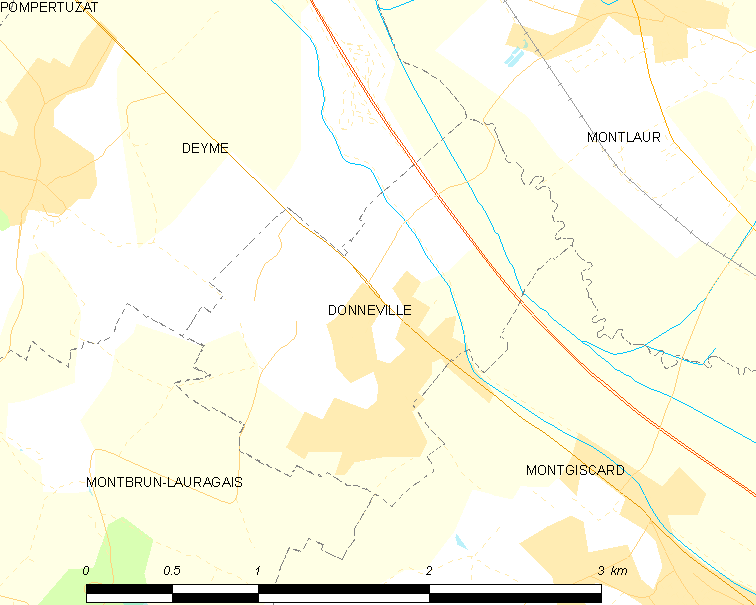
多讷维尔的OSM定位图

多讷维尔的时区为UTC+01:00、UTC+02:00（夏令时）。

## 行政
多讷维尔的邮政编码为31450，INSEE市镇编码为31162。

## 政治
多讷维尔所属的省级选区为埃斯卡尔康斯县。

## 人口

1962-2008年间多讷维尔人口变化图示

多讷维尔于2022年1月1日时的人口数量为1138人。